# Cash (valuta)

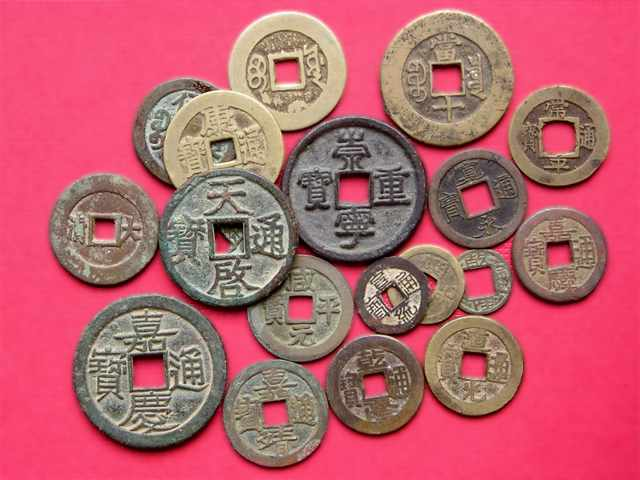
Mynt från Kina, Japan och Korea.

Cash (kinesiska: 文?, pinyin: wén) var en av utlänningar i Kina och Japan brukad benämning
på ett mindre skiljemynt och en mindre viktsort
i dessa länder. Den kinesiska och japanska vikten
cash (kinesiska: 厘?, pinyin: lí) var tusendedelen av en tael (liang) och motsvarade 3,77 cg.
Myntet cash motsvarade i Kina ursprungligen ett tusen tael, medan sedermera en sådan tael räknas innehålla
1 300 till 1 400 cash. Även i Korea och i Annam
präglades cash; i penninghandeln skiljde man på olika
sorter och köpte dem efter vikt. Cash tillverkades vanligen av en mässingliknande legering,
som förr innehöll 79 procent koppar, 10 procent zink, 7
procent bly och 4 procent tenn (numera 54 procent koppar,
36 procent tenn, 10 procent järn eller bly).
Mynten
hade i mitten ett fyrkantigt hål, emedan de var
avsedda att träs ihop upp (100 à 1 000 tillsammans)
på snören. Man präglade även stycken på 5, 10, 50,
100 cash; dessa ägde dock endast 2/3 av den vikt de
borde ha. De japanska mynten cash (japanska: sen) hade förr
samma form som de kinesiska och gjordes av koppar,
senare t. o. m. av järn; men de "sen", som från
1873 utsläpptes i rörelsen, var bronsmynt utan hål i
mitten. En sådan sen motsvarar sedan 1/100 av en yen, den 1897 lagstadgade myntenheten i guld var dubbelt högre. 